# NGC 5808
NGC 5808 est une galaxie spirale barrée compacte située dans la constellation de la Petite Ourse. Sa vitesse par rapport au fond diffus cosmologique est de 7 266 ± 49 km/s, ce qui correspond à une distance de Hubble de 107,2 ± 7,5 Mpc (∼350 millions d'al). NGC 5808 a été découverte par l'astronome germano-britannique William Herschel en 1785. Cette galaxie a aussi été observée par l'astronome prussien Heinrich Louis d'Arrest le 6 mai 1861 et elle a été inscrite au New General Catalogue sous la désignation NGC 5819.
Toutes les sources consultées à l'exception de la base de données Simbad identifie la galaxie NGC 5819 comme un doublon de NGC 5808. Simbad retourne la phrase « Identifier not found in the database : NGC 5808 » lorsqu'on lance la requête NGC 5808.
La classe de luminosité de NGC 5808 est III.